# Nelson Oliveira
Nélson Miguel Castro Oliveira (* 8. srpna 1991 Barcelos) je portugalský fotbalista. Portugalsko reprezentoval v letech 2012–2017, v 17 zápasech, v nichž vstřelil dva góly (Panamě v přátelském utkání roku 2012 a Faerským ostrovům v kvalifikaci na mistrovství světa roku 2017). Získal bronzovou medaili na mistrovství Evropy v roce 2012. Má též stříbro z mistrovství světa do 20 let z roku 2011. Dlouho byl kmenovým hráčem Benfiky Lisabon (2009–2016), především byl však posílán na hostování. Nakonec se rozhodl klub opustit a stal se hráčem Norwich City (2016–2019). Od roku 2019 hraje za AEK Athény.